# Calavite-Straße
Die Calavite-Straße (englisch Calavite Passage) ist eine Meerenge in den Philippinen, die die Inselgruppe der Lubang-Inseln und Mindoro trennt. 
Sie verbindet den südwestlichen Teil des Südchinesisches Meeres und die Mindoro-Straße mit der Isla-Verde-Straße und ist ein Meeresarm, auf dem der Schiffsverkehr zwischen Batangas City, Puerto Galera mit den Hafenstädten der Insel Palawan, der Calamian-Inseln und der Westküste der Insel Mindoro abgewickelt wird. 
Die Passage der Meerenge gilt bei der Einfahrt ab der Höhe von Kap Calavite aus westlicher Richtung als schwierig. Durch den 1510 Meter hohen Mount Calavite und den Bergen auf den Lubang-Inseln entsteht ein Venturieffekt. Da in der Meerenge die starke Strömung aus der Mindoro-Straße kommt wird bei der Passage wegen der starken Strömung ein mitlaufender Strom erzeugt. Weht ein Nordostwind, steht dieser gegen die Hauptströmungsrichtung, was eine schwere, brechende See bewirkt. Es wird immer wieder von Yachten berichtet, die die Passage der Meerenge abgebrochen haben und welche dann die Subic-Bucht anlaufen oder die Lubang-Inseln umrunden, was einen Umweg von über 150 km bedeutet. 
Am 16. September 1646 fand in der Calavite-Straße die vierte der fünf Seeschlachten der La Naval de Manila zwischen holländischen und spanischen Galeonen statt.

## Weblink
- Kurzbeschreibung der Calavite-Straße